# KPop Demon Hunters
KPop Demon Hunters és una pel·lícula d'animació musical estatunidenca dirigida per Maggie Kang i Chris Appelhans a partir d'un guió que van escriure amb Hannah McMechan i Danya Jimenez, basada en una història concebuda per Kang i Appelhans. Produïda per Sony Pictures Animation, la pel·lícula és protagonitzada per Arden Cho, Ahn Hyo-seop, May Hong, Ji-young Yoo, Yunjin Kim, Daniel Dae Kim, Ken Jeong i Byung-hun Lee. La pel·lícula es va estrenar el 20 de juny de 2025 a Netflix. S'ha subtitulat al català.